# Picking Up the Pieces
Picking Up the Pieces – drugi album studyjny polskiej wokalistki jazzowej Agi Zaryan. Wydawnictwo ukazało się 27 listopada 2006 roku nakładem wytwórni Cosmopolis i Polskiego Radia. Płyta została nagrana w No-Sound Studio marcu 2006 roku w Los Angeles. Miksowanie i mastering odbył się w warszawskim Sound & More Studio w październiku 2006 roku.
Nagrania dotarły do 1. miejsca listy OLiS. 16 stycznia 2008 roku płyta uzyskała w Polsce status podwójnej platyny.

## Lista utworów
Opracowano na podstawie materiału źródłowego.
1. „Day Dream” (muz. i sł. Billy Strayhorn) – 3:25
2. „Throw it Away” (muz. i sł. Abbey Lincoln) – 4:21
3. „Picking up the Pieces” (muz. Larry Koonse, sł. Aga Zaryan) – 1:59
4. „Woman's Work” (muz. Darek „Oles” Oleszkiewicz, sł. Dorothy Nimmo) – 4:21
5. „Answer Me, My Love” (muz. Gerhard Winkler & Fred Rauch, sł. Carl Sigman) – 4:02
6. „The Man I Love” (muz. i sł. George & Ira Gershwin) – 5:27
7. „Here's to Life” (muz. Artie Butler, sł. Phyllis Molinary) – 7:02
8. „It Might as Well Be Spring” (muz. Richard Rodgers, sł. Oscar Hammerstein II) – 4:31
9. „Sophisticated Lady” (muz. Duke Ellington, sł. Mitchell Parish & Irving Mills) – 5:13
10. „Suzanne” (muz. i sł. Leonard Cohen) – 6:33
11. „Tender as a Rose” (muz. i sł. Phil Moore) – 3:06

## Muzycy
Opracowano na podstawie materiału źródłowego.
| - Aga Zaryan – śpiew, produkcja muzyczna - Darek „Oles” Oleszkiewicz – kontrabas, produkcja muzyczna - Larry Koonse – gitary - Darryl Munyungo Jackson – instrumenty perkusyjne | - Nolan Shaheed – kornet, inżynieria dźwięku - Tadeusz Mieczkowski – miksowanie, mastering - Darryl Munyungo Jackson – zdjęcia - Patrycja Kühn – oprawa graficzna |